# パイロットランプ

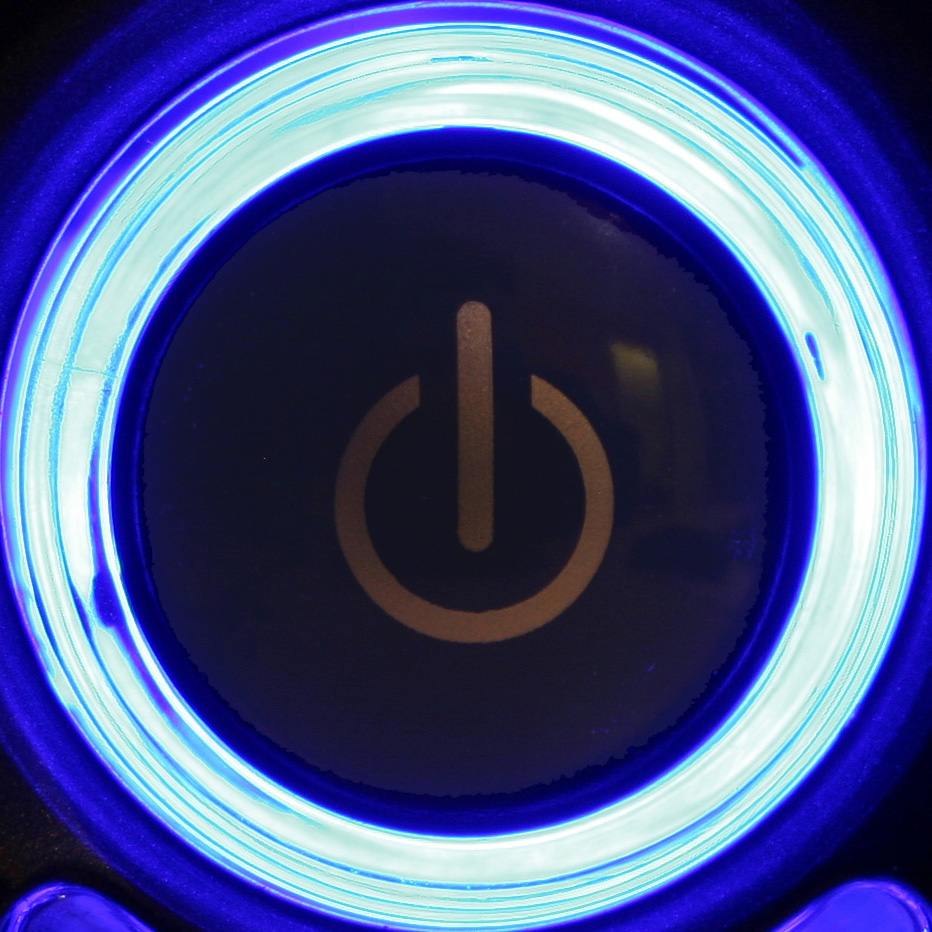
電源スイッチと一体化されたパイロットランプ

パイロットランプ（英: pilot lamp）は、電力を消費して動作する機器が通電状態にあることを示す電灯のことである。広義には、点灯することで何らかの状態を示す一種の表示装置の意味を含む場合がある。表示灯（ひょうじとう）とも呼ばれる。

## 概要
パイロットランプは、その機器が通電中である（故に動作中である）ことを示す表示装置のことで、電灯が発光することで通電していることを示す。商用電源を直接入力される（いわゆるコンセントに供給される電力）機器ではネオン管が従来使われていたが、場合によっては白熱電球やこれの小型のものを、より近年の機器では発光ダイオード (LED) を使う様式が一般的である。その多くでは、機器の電源スイッチに隣接して設置されているが、電源スイッチと一体化しているものもある(パイロットスイッチ)。
こういった様式の発達した理由は、まず通電中であるため感電の危険があることを知らせること、あるいは動作中であるため扱いに注意を要することを利用者に知らせるためである。例えば通電中の電気アイロンはうかつに発熱部分を触れば火傷するし、また放置すれば火災の危険が伴う。また事故は無くとも通電して電力を消費している状態のままコンセントから抜かずに放置すれば、その電力の費用だけ無駄になるため、節電の意味からもこの機能は重要である。
なお、通電中であることを示すパイロットランプは、戦後の高度発展期に発売された電化製品には大抵付けられていた。今でも、一部の純正品にはパイロットランプがあり、逆に社外品はそれが無いという状態が見受けられる。

### 発光体の種類と用途
使用される電灯（発光体）では、それぞれに利点と欠点があるため、必要に応じて使い分けられる。
ネオン管は、電圧が高くないと点灯できないが、球切れの心配がなく、また商用電源を抵抗をはさむ等簡単な回路で入力できる。
電球（白熱電球）は、機器が動作する電圧にあわせて利用すれば動作電圧などの制約が無く、製造にも余り高度な技術力は必要ではないが、それ自体が電力を消費するほか、寿命に起因する球切れがあり、フィラメントが切れている場合は通電状態ではないのか球切れなのかが判りにくい。
LEDは、生産に技術的ステップを超える必要がある他、電流の方向に指定があり高熱に弱く、利用可能な電圧が低く機器によっては点灯に専用の電源回路を必要とするなどの制限がある。しかし、部品として安価に供給されており、消費電力が小さく長寿命なことから、様々な機器に利用されている。非常に少ない電力で点灯させられるため、特に乾電池やバッテリーなどを使用する電力的制約が厳しい携帯機器などに利用される。

## 類似分野
パイロットランプは、元々機器全体の通電状態を示すものであるが、広義には装置の中の所定の電気回路ないし電子回路に通電しているかどうかを示す表示灯もパイロットランプの一種としてみなされる場合がある。例えばスイッチ機能を持つテーブルタップでは、所定の差込口に通電しているかどうかを示すネオン管が組み込まれた製品が見られるし、機器の中の所定回路に通電し、所定の機能が動作していることを示す表示灯もある。しかし、こういった機器の所定機能の動作状態を示す表示灯は「パイロットランプ」ではなく、モニターランプと呼ぶのが正しい。または、パワーインジケーター (power indicator) と呼ぶ。